# Cavalões
Cavalões ist ein Ort und eine ehemalige Gemeinde (Freguesia) im Norden Portugals.
Cavalões gehört zum Kreis Vila Nova de Famalicão im Distrikt Braga. Die Gemeinde hatte eine Fläche von 5,5 km² und 1535 Einwohner (Stand 30. Juni 2011).
Am 29. September 2013 wurden die Gemeinden Cavalões, Outiz und Gondifelos zur neuen Gemeinde União das Freguesias de Gondifelos, Cavalões e Outiz zusammengeschlossen.